# Perdita washingtoniae
Perdita washingtoniae är en biart som beskrevs av Timberlake 1971. Perdita washingtoniae ingår i släktet Perdita och familjen grävbin. Inga underarter finns listade i Catalogue of Life.